# Centro de Innovación UC Anacleto Angelini
El Centro de Innovación Anacleto Angelini es un edificio de uso universitario perteneciente a la Pontificia Universidad Católica de Chile. El edificio está ubicado en la comuna de Macul, Santiago de Chile, y fue diseñado por el arquitecto chileno y Premio Pritzker, Alejandro Aravena, y su oficina Elemental, construido en el año 2014.

## Construcción
Durante el año 2011, el Grupo Angelini, un importante conglomerado del sector industrial, primario y energético del país, decidió donar fondos para la edificación de un centro de innovación tecnológica, que permitiera a empresas, industria y universidad, "estrechar lazos en pos de una transferencia de conocimientos, identificar oportunidades de negocio, agregar valor a recursos naturales básicos, y registrar patentes a fin de mejorar la competitividad del país y, por tanto, su desarrollo". De este modo se escogió a la Pontificia Universidad Católica de Chile como plataforma de esta idea, y dicha institución se comprometió a destinar un espacio dentro de su propiedad para el establecimiento de este edificio, a lo cual se destinó su emplazamiento en el Campus San Joaquín, sede destinada en parte a las ciencias, ingenierías y a la administración.

## Arquitectura
Este edificio fue pensado como una respuesta estructural al cambio climático en Santiago de Chile, teniendo como base de cálculo la eficiencia energética en un contexto de aridización. En este sentido el edificio también surge como contrarrespuesta al uso indiscriminado de revestimientos de vidrio en la arquitectura de edificios corporativos, poniendo en manifiesto la ineficiencia energética que éstos presentan. De este modo, y en vista de la irradiación y sus efectos en espacios interiores, tanto del punto de vista de la reflectancia como de la termicidad en corporativos con revestimientos vítreos, se procedió a invertir la apertura tradicional de un edificio, pasando su diseño a privilegiar los espacios interiores como abiertos, y los espacios exteriores como ejes estructurales, consecuentemente produciendo una fachada de concreto desnudo, y un interior dinámico. Finalmente, aperturas que conectan interior y exterior proporcionan una circulación de aire y luz óptimas, que permiten propiciar el desarrollo de espacios colectivos en su interior. De esta manera se señala la reducción del consumo energético teórico de 120 kW/m2 al año en un edificio estándar de oficinas en Santiago, a 45 kW/m2 por año. El edificio tiene 11 pisos y 3 niveles subterráneos.

## Recepción y reconocimientos
- El edificio ha recibido menciones en las revistas de arquitectura Plataforma Urbana,[1] y ArchDaily.[6]
- En 2015, el edificio fue galardonado como el diseño del año, por el Design Museum de Londres.[5]